# 逆函数定理
数学、特に微分学において逆函数定理（ぎゃくかんすうていり、英: inverse function theorem）とは、関数が定義域内のある点の近傍で可逆であるための十分条件を述べるものである。この定理から、逆関数の微分の公式が得られる。
さらに多変数微分積分学においてこの定理は、ヤコビ行列が正則となる点を定義域内に持つ任意の C1 級ベクトル値関数へと一般化される。この一般化から、逆関数のヤコビ行列の公式が得られる。
このほか、複素正則関数、多様体間の可微分写像、バナッハ空間間の可微分写像などに対する逆関数定理も存在する。

## 定理の主張
一変数関数に対しての逆関数定理は次のようになる。
逆関数定理 (一変数の場合) ―  C1 級関数 f の点 a における微分係数が0でないとき、f は a の近傍で可逆となり、この逆関数 f−1 もまた C1 級となる。このとき f−1 は次の式を満たす。
{\displaystyle (1)\qquad \left(f^{-1}\right)'{\Bigl (}f(a){\Bigr )}={\frac {1}{f'(a)}}}
多変数関数に対しての逆関数定理は次のようになる。
逆関数定理 (多変数の場合) ―  U ⊂ Rn を開集合、F : U → Rn を C1 級関数とすると、F の点 p ∈ U におけるヤコビ行列 JF (p) が正則であるとき、F は p の近傍で可逆となり、この逆関数 F−1 もまた C1 級となる。
このとき F−1 は次の式を満たす。ここで {\displaystyle [A]^{-1}} は A の逆行列、{\displaystyle J_{F}(p)} は F の点 p におけるヤコビ行列である。
{\displaystyle (2)\qquad J_{F^{-1}}{\Bigl (}F(p){\Bigr )}={\Bigl [}J_{F}(p){\Bigr ]}^{-1}}
式(2)は次の連鎖律の式から導くこともできる。ここで G, H はそれぞれ H (p), p において全微分を持つ関数である。
{\displaystyle (3)\qquad J_{G\circ H}(p)=J_{G}{\Bigl (}H(p){\Bigr )}\cdot J_{H}(p)}
式(3)の G, H をそれぞれ F−1, F とおくと、{\displaystyle G\circ H} が恒等写像となるのでそのヤコビ行列（左辺） {\displaystyle J_{G\circ H}(p)} は単位行列となる。これを {\displaystyle J_{F^{-1}}{\Bigl (}F(p){\Bigr )}} について解くことで式(2)が導かれる。ここで、逆関数定理が p における F−1 の全微分の存在を示すものであるのに対し、連鎖律は H (= F) の全微分の存在を仮定したものである。逆関数 F−1 が存在することは、x, y をそれぞれ p, F (p) の十分小さな近傍とするとき n 本の連立方程式
{\displaystyle (4)\qquad {\begin{cases}y_{1}&=F_{1}(x_{1},\cdots ,x_{n})\\&\,\vdots \\y_{n}&=F_{n}(x_{1},\cdots ,x_{n})\end{cases}}}
の解 x1, …, xn が y1, …, yn によって記述できることと等しい。

## 例
ベクトル値関数 F : R2 → R2 を次のようにおく。
{\displaystyle \mathbf {F} (x,y)={\begin{bmatrix}{e^{x}\cos y}\\{e^{x}\sin y}\end{bmatrix}}}
すると、この F の (x, y) におけるヤコビ行列 J F (x, y) は
{\displaystyle J_{\mathbf {F} }(x,y)={\begin{bmatrix}{e^{x}\cos y}&{-e^{x}\sin y}\\{e^{x}\sin y}&{e^{x}\cos y}\end{bmatrix}}\,\!}
であるから、ヤコビ行列式 det J F (x, y) は次のようになる。
{\displaystyle {\begin{aligned}\det J_{\mathbf {F} }(x,y)&=\det {\begin{bmatrix}{e^{x}\cos y}&{-e^{x}\sin y}\\{e^{x}\sin y}&{e^{x}\cos y}\end{bmatrix}}\\&=e^{2x}\cos ^{2}y+e^{2x}\sin ^{2}y\\&=e^{2x}\\&>0\end{aligned}}\,\!}
ゆえに任意の (x, y) においてヤコビ行列 J F (x, y) は正則となるので、逆関数定理（多変数の場合）より任意の点 p ∈ R2 の近傍で F は可逆となる。
注意点として、これは大域的に可逆であることとは異なる。実際 F は次の式を満たすことから単射でなく、ゆえに可逆ともならない。
{\displaystyle {\mathbf {F} }(x,~y)={\mathbf {F} }(x,~y+2\pi )}

## 証明方法についての注意
逆関数定理は重要な結果であるから数々の証明が与えられてきた。教科書で最もよくみられる証明は収縮写像の原理（バナッハの不動点定理とも呼ばれる）に依っている。（この定理は常微分方程式の解の存在と一意性の証明における重要な段階としても使うことができる。）この定理は無限次元（バナッハ空間）の場合にも適用するから、逆関数定理の無限次元版（下の#一般化を参照）の証明に使われる道具である。
別の証明（有限次元のみで有効）として、コンパクト集合上の関数に対する最大値の定理を重要な道具として用いるものがある。また別の証明として、ニュートン法を用いるものがあり、この利点は定理のeffectiveなバージョンが得られることである。つまり、関数の微分の大きさの上界が与えられると、関数が可逆な近傍の大きさの評価を得ることができる。

## 一般化

### 多様体
逆関数定理は可微分多様体の間の可微分写像に一般化できる。この文脈では定理は以下のようになる。可微分写像 F: M → N に対し、F の微分写像
{\displaystyle dF_{p}\colon T_{p}M\to T_{F(p)}N}
が M の点 p において線型同型であれば、p の開近傍 U が存在して、
{\displaystyle F|_{U}\colon U\to F(U)}
は微分同相写像となる。これは M と N が p において同じ次元を持たなければならないことを意味することに注意。F の微分が M のすべての点 p で同型ならば、写像 F は局所微分同相である。

### バナッハ空間
逆関数定理はバナッハ空間の間の可微分写像に一般化することもできる。X と Y をバナッハ空間とし、U を X の原点の開近傍とする。F: U → Y を連続微分可能とし、F の 0 における微分 dF0: X → Y は X から Y の上への有界線型同型であると仮定する。すると Y における F(0) のある開近傍 V と連続微分可能な写像 G: V → X が存在して、V のすべての元 y に対して F(G(y)) = y となる。さらに、G(y) 方程式 F(x) = y の唯一の十分小さい解 x である。

### バナッハ多様体
上記二種類の異なった方向への一般化を合わせて考えると、バナッハ多様体に関する逆写像定理が定式化できる。

### 階数一定定理
逆写像定理（と陰函数定理）は「ある点の周りで一定な階数を持つ滑らかな写像がその点の近くで特定の形の正規形を持つこと」を述べた階数一定定理 (constant rank theorem) の特殊な場合とみることができる。
具体的に、滑らかな写像 F: M → N は点 p の近くで階数が一定とすれば、p の近傍 U と F(p) の近傍 V が存在して、微分同相 u: TpM → U および v: TF(p)N → V で F(U) ⊆ V かつ微分 dFp: TpM →  TF(p)N が v−1 ∘ F ∘ u に等しくなるようなものが取れる。つまり、F は p の近くでその微分「のようにみえる」ということである。階数函数の半連続性から、その点の近くで微分が階数一定となるような点全体の成す集合は、もとの写像の定義域の稠密な開部分集合であることが従う。ゆえに階数一定定理は定義域の全体に亙って「生成的に」適用できる。
F の微分が点 p において単射（あるいは全射）ならば p の適当な近傍でも単射（あるいは全射）ゆえ F は階数一定、従って階数一定定理が適用される。

### 正則関数
Cn の開集合 U から Cn への正則関数 F のヤコビ行列（この文脈では行列は複素微分の行列である）が点 p で可逆であれば、F は p の近くで可逆な関数である。これは上の定理から直ちに従う。この逆関数は再び正則関数であることも示すことができる。